# Ray Tomlinson
Raymond Samuel Tomlinson (23. dubna 1941 – 5. března 2016) byl americký počítačový programátor, který realizoval první e-mailový systém na systému ARPANET, předchůdci internetu, v roce 1971. Jednalo se o první systém schopný odeslat zprávy mezi uživateli různých počítačů připojených k ARPANETu. Dříve mohly být zprávy posílány jen mezi uživateli, kteří používají stejný počítač. K dosažení tohoto cíle použil znak @ oddělující uživatelské jméno a jméno počítače, systém, který je od té doby použit v e-mailové adrese. Internetová síň slávy komentovala důsledky jeho práce „Tomlinsonův e-mailový program přinesl úplnou revoluci, zásadně mění způsob, jakým lidé komunikují“.

## Život
Tomlinson se narodil v Amsterdamu ve statě New York, ale jeho rodina se brzy přestěhovala do městečka Vail Mills v New Yorku. Navštěvoval Broadalbin Central School v blízkém Broadalbinu, později studoval na Rensselaer Polytechnic Institute (RPI) v městě Troy, kde se podílel na programu kooperativního vzdělávání IBM. Získal bakalářský titul na RPI v oboru elektrotechniky v roce 1963.
Po absolvování RPI vstoupil na Massachusettský technologický institut, aby pokračoval ve svém elektrotechnickém vzdělání. Na MIT Tomlinson pracoval v Speech Communication Group a vyvinul hybrid analogově-digitálního syntetizéru jako předmět své magisterské práce z oboru elektrotechniky, který dokončil v roce 1965.
V roce 1967 nastoupil do technologické společnost Bolt, Beranek a Newman (nyní BBN Technologies), kde pomáhal vyvíjet operační systém TENEX včetně ARPANET Network Control Program a implementace telnetu. Napsal program s názvem CPYNET pro přenos souborů přes ARPANET. Tomlinson byl požádán, aby upravil programu s názvem SNDMSG, který odeslal zprávy ostatním uživatelům stejného počítače, tak aby běžel na TENEXu. Tomlinson vzal kód z CPYNET a implementoval ho do SNDMSG; díky tomu mohly být zprávy odeslány i uživatelům na jiných počítačích – tak vznikl e-mail.
Tomlinson zemřel 5. března 2016 na srdeční infarkt ve věku 74 let.

## Počátky používání emailu
První email, který Ray Tomlinson poslal, byl testovací. Nebyl zachován a Tomlinson jej popisuje jako bezvýznamný, něco jako „QWERTYUIOP“. To je obyčejně chybně interpretováno jako „První e-mail byl QWERTYUIOP“. Tomlinson později poznamenal, že tyto "testovací zprávy byly zcela snadno zapomenutelné a já jsem na ně proto zapomněl."
Původně nebyl jeho systém posílání e-mailů považován za důležitý. Když ho Tomlinson ukázal svému kolegovi Jerrymu Burchfieldovi, řekl mu: „Nikomu to neříkej! Tohle není to, na čem bychom měli pracovat.“